# Nndlovukati

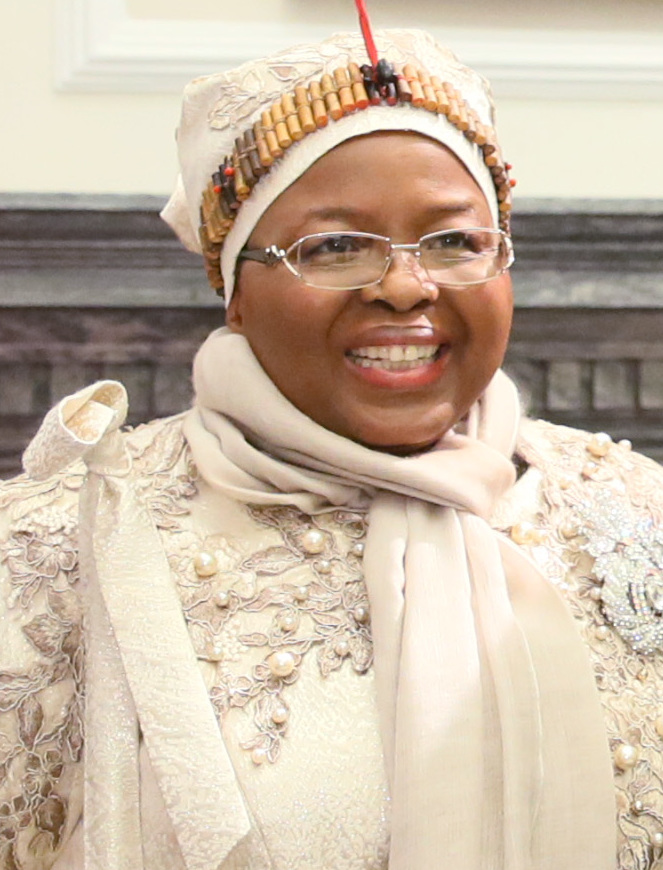
Rainha-mãe Ntfombi, atual Nndlovukati de Essuatíni

Nndlovukati (literalmente, "A Elefanta", pl. tiNdlovukati) é o título Suazi para a chefe de estado feminino da Essuatíni e é basicamente equivalente ao de uma rainha-mãe. O título é dado preferencialmente a mãe do do Rei, ou para uma outra mulher real de status elevado, se a mãe do Rei morreu. Quando não há Rei, ela a governa como uma Rainha Regente. O atual Ndlovukati é a Rainha Ntombi Tfwala, a mãe do Ngwenyama Mswati III e esposa de Sobhuza II. Ela também foi a Rainha Regente a partir de 1983 até 1986, até a coroação do Rei Mswati. A mais notável Rainha Regente foi a Ndlovukati Labotsibeni Mdluli , que governou Essuatíni, a partir de 1899 até 1921, quando ela abdicou para Sobhuza II.

## Origem
A Ndlovukati é formalmente conjunta governante de Essuatíni com o Rei. O rei é visto como o administrativo chefe de estado, enquanto ela é vista como a espiritual e a nacional chefe de estado. Várias funções da Ndlovukati são controlar o importante ritual de substâncias (às vezes chamado de medicamentos) e o conhecimento necessário para a formação de uma regra do Ngwenyama. O Ndlovukati também leva a nação como Rainha Regente seguinte a morte do Rei e, durante a juventude de um príncipe. Outras notáveis Tindlovukati são Tsandzile Ndwandwe, Lojiba Simelane, Tibati Nkambule, e Labotsibeni Mdluli a partir do século XIX, em Essuatíni.

## História
Historicamente, tem havido um número de Ndlovukati com grande substancial poder de influência, especialmente (mas não exclusivamente) em períodos de regência. O poder da Ndlovukati foi explicitamente entendida como um contrapeso para que o Ngwenyama e também os potenciais rivais príncipes reais. Este foi o caso, especialmente durante o reinado de Mswati II e Tsandzile Ndwandwe. Como os governadores que não eram da  Casa de Dlamini, A Ndlovukati não poderia aderir ao trono.

## Lista deNdlovukati
- LaYaka Ndwandwe, 1745-1780 (Regente, 1780)
- Lomvula Mndzebele, 1780-1815 (Regente, 1815)
- Lojiba Simelane, 1815-1840 (Regente, 1836-1840)
- Tsandzile Ndwandwe (LaZidze), 1840-1875 (Regente, 1868-1875)
- Sisile Khumalo (Lamgangeni), 1875
- Tibati Nkambule (Madvolomafisha), 1875-1894 (Regente, 1889-1894)
- Labotsibeni Mdluli (Gwamile, Lamvelase), 1894-1925 (Regente, 1899-1921)
- Lomawa Ndwandwe, 1925-1938
- Nukwase Ndwandwe, 1938-1957
- Zihlathi Ndwandwe/Mkhatjwa, 1957-1975
- Seneleleni Ndwandwe, 1975-1982
- Dzeliwe Shongwe, (Regente, 1982-1983)
- Ntfombi Tfwala, 1983–presente (Regente, 1983-1986)